# Maratona da Bíblia
A Maratona da Bíblia é a mais antiga prova de maratona da história da humanidade. A Bíblia relata que um homem fez uma travessia solitária ao sair do campo de batalha para anunciar uma tragédia. No antigo testamento, no livro de Samuel (4:12-13), está escrito: “Então correu, da batalha, um homem de Benjamim, e chegou no mesmo dia a Siló; e trazia as vestes rotas”. Assim, é possível conhecer a história de Saul, um homem da tribo de Benjamin que saiu de Eben-Ezer (na era moderna Rosh Ha'ayin) e foi até Siló para anunciar que os filisteus tinham derrotado os hebreus e contar para Eli, sacerdote de Israel, a derrota na guerra, a morte de seus filhos e a captura da Arca da Aliança, onde estava a tábua com os 10 mandamentos.
Muitos séculos mais tarde, após a Guerra dos Seis Dias, o fundador das Macabíadas, Yosef Yekutieli, mediu a distância deste percurso e ficou surpreso ao descobrir que esse histórico caminho era o mesmo da maratona moderna (distância oficial da competição Olímpica de maratona), que é de 42 km.

## Lista de Vencedores

### Prova de 42 Km
Masculino
| Edição | Ano  | Vencedor        | Tempo   | Ref.  |
| ------ | ---- | --------------- | ------- | ----- |
| I      | 2015 | Ariel Rosenfeld | 3:30:14 | [ 4 ] |
| II     | 2016 | Ariel Rosenfeld |         | [ 5 ] |

Feminino
| Edição | Ano  | Vencedor           | Tempo   | Ref.  |
| ------ | ---- | ------------------ | ------- | ----- |
| I      | 2015 | Nina Raver Shapira | 4:11:35 | [ 4 ] |

### Prova de 21 Km
Masculino
| Edição | Ano  | Vencedor   | Tempo   | Ref.  |
| ------ | ---- | ---------- | ------- | ----- |
| I      | 2015 | Ido Shavit | 1:33:42 | [ 4 ] |

Feminino
| Edição | Ano  | Vencedor       | Tempo   | Ref.  |
| ------ | ---- | -------------- | ------- | ----- |
| I      | 2015 | Bat-Chen Cohen | 2:02:12 | [ 4 ] |